# عملية الانتقام
كانت عملية الانتقام العملية العسكرية الأمريكية التي استهدفت اغتيال الأدميرال إيسوروكو ياماموتو من البحرية الإمبراطورية اليابانية في 18 أبريل 1943 أثناء حملة جزر سولومون في مسرح عمليات المحيط الهادئ في الحرب العالمية الثانية. قُتل ياماموتو، قائد الأسطول المشترك للبحرية الإمبراطورية اليابانية، على جزيرة بوغاينفيل حين قُصفت طائرة النقل وقاذفة القنابل الخاصة به من قبل طائرة مقاتلة تابعة للقوات الجوية لجيش الولايات المتحدة الأمريكية كانت تنفذ عملياتها من مهبط طائرات كوكوم على جزيرة غوادالكانال.
كانت مهمة الطائرة الأمريكية على وجه التحديد قتل ياماموتو واستندت إلى معلومات استخباراتية للبحرية الأمريكية حول مسار رحلة ياماموتو في منطقة جزر سولومون. وقد قيل أن موت ياماموتو تسبب بأذى معنوي لأفراد البحرية اليابانية ورفع من معنويات قوات الحلفاء، وكان يقصد من الاغتيال الانتقام من قبل القادة الأمريكيين الذين ألقوا باللوم على ياماموتو في الهجوم على بيرل هاربر الذي بدأ الحرب بين الإمبراطورية اليابانية والولايات المتحدة الأمريكية.
زعم طيارو الولايات المتحدة أنهم أسقطوا ثلاث قاذفات بمحركين ومقاتلتين خلال المهمة، إلا أن المصادر اليابانية تظهر إسقاط قاذفتين فقط. ثمة جدل حول هوية الطيار الذي أسقط طائرة ياماموتو، غير أن معظم المؤرخين المعاصرين ينسبون الفضل إلى ريكس تي. باربر.

## الخلفية
وضع الأدميرال إيسوروكو ياماموتو، قائد البحرية الإمبراطورية اليابانية، مخططًا لجولة تفقدية في جزر سولومون وغينيا الجديدة. وكان يخطط لتفقد الوحدات الجوية اليابانية التي شاركت في العملية آي غو التي كانت قد بدأت في 7 أبريل 1943، وإضافة إلى ذلك، كانت الجولة تهدف لرفع معنويات اليابانيين في أعقاب حملة غوادالكانال الكارثية وعملية كيه خلال شهري يناير وفبراير. في 14 أبريل، اعترضت جهود الاستخبارات البحرية الأمريكية المسماة «ماجيك» الأوامر التي تنبه وحدات اليابانية المتأثرة بالجولة وفكت شيفرتها.  
رُمزت الرسالة الأصلية، إن تي إف 131755، الموجهة إلى قادة الوحدة الأساسية رقم 1، الأسطول الجوي رقم 11، والأسطول الجوي رقم 26، في جهاز تشفير البحرية اليابانية جاي إن-25 دي، والتقطتها ثلاث محطات تابعة لنظام «ماجيك»، بما في ذلك وحدة راديو الأسطول التابعة لأسطول المحيط الهادئ. ومن ثم فُكت رموز الرسالة من قبل خبراء التشفير في البحرية (كان من بينهم معاون القاضي المستقبلي في محكمة العدل العليا جون بول ستيفنز)، احتوت الرسالة على تفاصيل توقيت وموقع مسار رحلة ياماموتو، وأيضًا رقم وأنواع الطائرات التي ستنقله وسترافقه خلال الرحلة.
أظهر النص الذي فك تشفيره أن ياماموتو سيطير في 18 أبريل من راباول إلى مهبط طائرات بالالاي على جزيرة بالقرب من بوغاينفيل في جزر سولومون. كان من المقرر أن يطير هو وطاقمه على متن قاذفتين متوسطتي الحجم (ميتسوبيشي جي4إم بيتيس التابعة لكوكوتاي 705)، برفقة ست مقاتلات بحرية (مقاتلات ميتسوبيشي إيه6إم زيرو التابعة لكوكوتاي 204)، وأن يغادروا راباول عند الساعة 6:00 وأن يصلوا إلى بالالاي عند الساعة 8:00 بتوقيت طوكيو.
ربما فوض الرئيس فرانكلين دي. روزفلت وزير البحرية فرانك نوكس ب«النيل من ياماموتو» إلا أنه ليس ثمة سجل رسمي لأمر كهذا، وتختلف المصادر حول إذا ما كان الرئيس قد فعل ذلك أم لا. سمح نوكس للأدميرال تشيستر دبليو. نيميتز باتخاذ القرار. في البداية استشار نيميتز الأدميرال ويليام إف. هالسي جونيور، قائد منطقة جنوبي المحيط الهادئ، ومن ثم فوضه بالمهمة في 17 أبريل. رأى القادة الأمريكيون هؤلاء أن فوائد نجاح المهمة ستشمل تأثرًا سلبيًا لمعنويات اليابانيين بخبر موت ياماموتو وأن بديله سيكون أقل منه مقدرة. حين أثيرت قضية أن المهمة قد تكشف أن الولايات المتحدة الأمريكية قد كسرت رموز البحرية اليابانية، قرر القادة أنه يمكن حماية المعرفة ما دام المصدر الحقيقي للاستخبارات قد بقي مخفيًا عن الأفراد الأمريكيين غير المصرح لهم وعن الصحافة.

## الاعتراض
لتفادي اكتشاف العملية من قبل الطاقم الياباني والرادار المتمركزين في جزر سولومون على طول خط مستقيم يبلغ نحو 400 ميل (640 كم) بين القوات الأمريكية وبوغاينفيل، تضمنت المهمة رحلة فوق المياه جنوب وغرب جزر سولومون. خُطط لهذه المقاربة الدائرية وقُدر مداها ليكون بنحو 600 ميل (970 كم). ولذا كانت المقاتلات ستسافر نحو 600 ميل نحو الهدف و400 ميل في طريق عودتها. كانت رحلة ال1000 ميل، مع وقود إضافي مخصص للقتال، تتجاوز مدى مقاتلتي إف 4 إف وايلدكات وإف 4 يو كورساير المتاحتين في تلك الآونة لسربي البحرية وقوات مشاة بحرية الولايات المتحدة الأمريكية المتمركزين في غوادالكانال. أوكلت المهمة عوضًا عن ذلك إلى السرب المقاتل رقم 399 ومجموعة القتال رقم 347 الذي كانت طائرتها بي 38 جي، المزودة بخزانات إسقاط، تمتلك المدى للاعتراض والقتال.
اختير قائد السرب 399 الرائد جون دبليو. ميتشل، وهو طيار محترف بشكل مسبق، لقيادة الرحلة. لتحسين الملاحة، طلب ميتشل بوصلة بحرية وفّرها مقدم قوات مشاة بحرية الولايات المتحدة الأمريكية لوثر إس. مور ورُكّبت داخل طائرة ميتشل بي 38 قبل يوم واحد فقط من الهجوم. حمل جميع مقاتلي بي 38 أسلحتهم القياسية التي تمثلت بمدافع من طراز هيسبانو سويزا أتش إس 404 وأربعة مدافع رشاشة من طراز إم 2 بروانينغ (12.7 مم)، وزودوا بخزاني وقود خارجيين قابلين للإسقاط بسعة 165 غالونًا أمريكيًا (620 لتر) تحت أجنحتهم. ونُقل إمداد محدود من خزانات بسعة 330 غالونًا أمريكيًا (1,200 لتر) من غينيا الجديدة، وهو ما يكفي لتزويد كل \ائرة لايتنينغ بخزان ضخم ليحل محل أحد الخزانات الصغيرة. أدى الاختلاف في الحجم إلى زيادة الوزن بنحو 1000 رطل (450 كغ) على أحد جانبي الطائرة، إلا أن الخزانات كانت قريبة بما يكفي من مركز جاذبية الطائرة لتفادي مشكلات خطيرة في الأداء.
كُلفت بالمهمة ثمانية عشر طائرة من طراز بي 38. حُددت رحلة واحدة من أربع رحلات على أنها الرحلة «القاتلة»، في حين سيبلغ ارتفاع بقية الرحلات، التي اشتملت على رحلتين احتياطيتين، 18 ألف قدم (5500 م) لتكون بمثابة «غطاء علوي» لرد الفعل المتوقع من قبل المقاتلات اليابانية المتمركزة في كاهيلي. رُسمت خطة لرحلة من قبل ضابط عمليات القيادة، رائد البحرية جون كوندون، إلا أن ميتشل تجاهل ذلك، وظن أن السرعة الجوية وتقديرات الوقت لم يكونا الأفضل لاعتراض ياماموتو. بمساعدة عدد من الطيارين، حدد ميتشل وقت الاعتراض وقت الاعتراض عند الساعة 9:35، وفقًا لخط سير الرحلة، لأسر القاذفات وهي تهبط فوق بوغانفيل، قبل 10 دقائق من الهبوط في بالالاي. وعمل على المستوى الخلفي التشغيلي من ذاك التوقيت ورسم أربعة أرجل محسوبة بدقة، مع تقويس الساق الخامسة في نمط بحث في حال لم يشاهَد ياماموتو في النقطة المختارة. إضافة إلى التوجه فوق بحر المرجان، فإن سرب المقاتلات رقم 399 سينفذ «قفزة على شكل موجة» على طول الطريق إلى بوغاينفيل على ارتفاع لا يزيد عن 50 قدمًا (15 مترًا)، مما يحافظ على الصمت الإذاعي.
على الرغم من تنفيذ المهمة رسميًا من قبل سرب المقاتلات رقم 339، اختير 10 من أصل 18 طيارًا من السربين الآخرين التابعين للمجموعة 347.